# Джоузеф Акаба
Майкъл Джоузеф „Джо“ Акаба (на английски: Joseph M. Acaba) е американски астронавт, участник в два космически полета.

## Биография
Роден е на 17 май 1967 г. в Ингълуд, щат Калифорния, САЩ. През 1985 г. завършва гимназия, а през 1990 г. получава бакалавърска степен по геология от Калифорнийския университет. През 1992 г. получава магистърска степен по геология в Аризонския университет.
Работи като хидролог в Лос Анджелис, Калифорния, а след това, през 1994 г. се присъединява към Корпуса на мира. Във връзка с тази дейност до 1996 г. е бил учител в Доминиканската република, където е обучил над 300 учители на съвременни методи на преподаване. След това работи на длъжност управител на Caribbean Marine Research at Lee Stocking Island в Exumas, Бахамски острови.
След завръщането си в САЩ Aкаба се мести във Флорида. Той работи там в продължение на около една година като координатор на проекта за прехвърляне на мангрови гори в Vero beach. След това работи накратко като учител в гимназията в Мелбърн, Флорида. Около 4 години преподава в училище Dunnellon математика и природни науки.

## Кариера в НАСА
На 6 май 2004 г. Aкаба, заедно с още 10 души е избран за астронавт в Група НАСА-19 от общо 99 кандидата. Завършва обучението си на 10 февруари 2006 г. Назначен е за специалист на мисията на совалката Дискавъри, полет STS-119, който е изстрелян на 15 март 2009 г. На 21 и 23 март прави две излизания в открития космос с обща продължителност 12 часа и 57 минути.

## Полети
Акаба е участник в два космически полета и има дълговременен престой на МКС:
| Майкъл Джоузеф „Джо“ Акаба                                | Майкъл Джоузеф „Джо“ Акаба | Майкъл Джоузеф „Джо“ Акаба           | Майкъл Джоузеф „Джо“ Акаба | Майкъл Джоузеф „Джо“ Акаба | Майкъл Джоузеф „Джо“ Акаба             | Майкъл Джоузеф „Джо“ Акаба |
| №                                                         | Дата                       | КК                                   | Емблема на мисията         | Функции                    | Продължителност                        |                            |
| --------------------------------------------------------- | -------------------------- | ------------------------------------ | -------------------------- | -------------------------- | -------------------------------------- | -------------------------- |
| 1                                                         | 15 март 2009               | „Дискавъри“, мисия STS-119           |                            | Специалист на мисията      | 12 денонощия 19 часа 29 минути 30 сек. |                            |
| 2                                                         | 15 май 2012                | „Союз ТМА-04М“, Експедиция 32 на МКС | Expedition 31              | Бордови инженер            | 125 денонощия                          |                            |
| Сумарно време в космоса – 137 денонощия 19 часа и 22 мин. |                            |                                      |                            |                            |                                        |                            |